# Хауърд (окръг, Небраска)
Вижте пояснителната страница за други значения на Хауърд.
Окръг Хауърд (на английски: Howard County) е окръг в щата Небраска, Съединени американски щати. Площта му е 1492 km², а населението - 6567 души (2000). Административен център е град Сейнт Пол.